# Близость (фильм, 2004)
«Близость» (англ. Closer) — американская романтическая драма 2004 года, восемнадцатый полнометражный фильм режиссёра и продюсера Майка Николса и сценариста Патрика Марбера, основанная на его одноимённой пьесе 1997 года, удостоенной наград. В главных ролях Джулия Робертс, Джуд Лоу, Натали Портман и Клайв Оуэн. Фильм, как и пьеса, на которой он основан, был воспринят некоторыми как современная и трагическая версия оперы Вольфганга Амадея Моцарта Так поступают все 1790 года, с отсылками к опере как в сюжете, так и в саундтреке. Оуэн снялся в пьесе в роли Дэна, роль, сыгранную Лоу в фильме.
Фильм Близость получил положительные отзывы и собрал в прокате 115 миллионов долларов. Фильм был отмечен рядом наград и номинаций, включая номинации на премию «Оскар» и «Золотой глобус» для Портман и Оуэна за их выступления.

## Сюжет
Фильм начинается со сцены, в которой впервые встречаются Элис Айрес (Портман) и Дэн Вульф (Лоу), заметив друг друга в толпе прохожих. Элис — молодая стриптизёрша, только что приехавшая в Лондон из Америки. Дэн — неудачливый писатель-британец, сочиняющий некрологи в газету. Когда Элис переходит дорогу, её на глазах у Дэна сбивает такси. Дэн сопровождает девушку в больницу, затем она провожает его до работы. По дороге они задерживаются около мемориальных табличек с именами людей, пожертвовавших своей жизнью ради других. У входа в редакцию Элис и Дэн расстаются, но перед этим он успевает узнать её имя. Вскоре они становятся любовниками.
Проходит год. За это время Дэн успел написать книгу, основанную на реальных фактах из жизни Элис, и во время фотосессии, посвящённой выходу романа, начинает флиртовать с фотографом Анной Камерон (Робертс). Анна не знает о связывающих Дэна и Элис узах и целует Дэна перед приходом его подруги. Когда Элис заходит в студию, она застаёт Дэна и Анну за разговором, в котором они обсуждают случившееся, и просит любовника оставить её с фотографом наедине, чтобы та сделала её портрет. Далее она признается Анне, что подслушала их разговор, и Анна снимает её плачущей. Дэн остается в неведении о том, что Элис известно об их поцелуе, на протяжении следующего года преследует Анну, но та не отвечает на его настойчивое ухаживание.
Через год в интернет-чате для виртуального секса Дэн знакомится с Ларри (Оуэн), дерматологом по профессии. Дэн представляется Анной, которую до сих пор не в силах забыть, обещает от её лица вступить с Ларри в связь и назначает тому свидание у городского аквариума, зная, что Анна туда часто заходит. Ларри, не подозревая об обмане, приходит на встречу и действительно сталкивается там с Анной. Сопоставив факты, Анна делает вывод, что виртуальный знакомый Ларри и есть тот самый человек, который так долго досаждал ей. Вскоре Анна и Ларри влюбляются друг в друга и, вспоминая о Дэне, называют его своим Купидоном.
Спустя четыре месяца открывается персональная выставка Анны. Это единственная сцена в фильме, в которой участвуют все четверо главных героев. На выставке Ларри встречает Элис и узнает в ней плачущую девушку с одной из представленных фотографий. Из разговора с Анной ему становится известно, что Элис — это подруга Дэна. Далее Дэну удается склонить Анну к близости. На протяжении года они изменяют своим партнёрам друг с другом, но, несмотря на это, Анна вскоре выходит замуж за Ларри. Тем не менее, в конце концов, они признаются в измене — Элис уходит от Дэна, Ларри разрывает отношения с Анной, и Дэн и Анна начинают жить вместе. Элис, страдая от измены любовника, снова начинает работать стриптизёршей. Вскоре Ларри встречается с ней в стриптиз-клубе и узнает в ней ту самую девушку с фотографии Анны. Он спрашивает, не Элис ли её имя, но та упорно отвечает, что её зовут Джейн Джонс. Ларри предлагает ей провести с ним ночь. Элис отказывается.
Затем Ларри уговаривает Анну встретиться с ним в последний раз. На встрече она соглашается переспать с ним при условии, что тогда он подпишет бумаги о разводе и навсегда оставит её в покое. Анна рассказывает об этом уговоре Дэну, тот приходит в бешенство, и они расстаются. Анна возвращается к Ларри. При встрече Дэн требует, чтобы тот отпустил Анну, но Ларри советует ему поинтересоваться судьбой Элис и навестить то место, где она сейчас пребывает. Кроме того, поддавшись мстительному порыву, он говорит Дэну, что провел ночь с его бывшей возлюбленной.
Дэн разыскивает Элис, и она принимает его обратно. На вопрос, правда ли у неё была близость с Ларри, Элис отвечает отрицательно. Но, когда Дэн, не веря ей, начинает настаивать, чтобы она перестала лгать и открыла ему правду, Элис неожиданно сообщает, что больше не любит его и что якобы действительно провела ночь с Ларри. Дэн говорит, что об их мнимой связи ему рассказал сам Ларри, и сообщает, что уже простил её. Но Элис настаивает, что между ними всё кончено, и просит Дэна уйти. Между бывшими любовниками происходит яростный спор, в конце которого Элис плюёт в лицо Дэну, а тот отвешивает ей пощёчину.
В финале Элис принимает решение вернуться в Нью-Йорк. Стоя на паспортном контроле, она открывает паспорт, и зритель узнает, что на протяжении четырёх лет она скрывала своё настоящее имя от Дэна и в действительности её зовут именно так, как она представилась Ларри — Джейн Джонс. Проходя мимо мемориальных табличек в том парке, где в начале фильма гуляли Дэн с Элис (Джейн), Дэн замечает на одной из плит имя Элис Айрес и понимает, что его «Элис» лгала ему.

## В ролях
| Актёр          | Роль         |
| -------------- | ------------ |
| Джулия Робертс | Анна         |
| Натали Портман | Элис / Джейн |
| Джуд Лоу       | Дэн          |
| Клайв Оуэн     | Ларри        |

## Производство

### Съёмки
Кейт Бланшетт изначально была утверждена на роль Анны, но ей пришлось отказаться от участия в фильме в сентябре 2003 года, до начала съемок, когда она забеременела вторым сыном, Романом
Фильм Близость снимался на киностудии Elstree Film and Television Studios и на натуре в Лондоне.

### Музыка
Основная тема фильма следует опере Моцарта «Так поступают все женщины», со ссылками на эту оперу как в сюжете, так и в саундтреке. Одна из центральных сцен развивается на фоне увертюры к опере Россини La Cenerentola («Золушка»). В саундтреке также присутствуют песни Jem, Дэмьена Райса и Лизы Ханниган, Бебел Жильберту, The Devlins, The Prodigy и The Smiths.
В фильме звучит музыка ирландского фолк-певца Дэмьена Райса, в частности песня «The Blower's Daughter», тексты которой перекликаются со многими темами фильма. Вступительные ноты песни Райса «Cold Water» также используются неоднократно, особенно в сценах в мемориальном парке. Райс написал песню под названием «Closer», которая предназначалась для использования в фильме, но не была завершена вовремя.

## Кассовые сборы
Премьера фильма в США состоялась 3 декабря 2004 года, затем он с огромным успехом прошёл в кинотеатрах других стран. Прибыль от фильма с бюджетом 27 000 000 долларов, составила в мировом прокате более 115 000 000 долларов.

## Награды и номинации

### Награды
| Год  | Премия                                       | Номинанты и категории                                                           |
| ---- | -------------------------------------------- | ------------------------------------------------------------------------------- |
| 2005 | BAFTA                                        | Лучший актёр второго плана — Клайв Оуэн                                         |
| 2005 | Золотой глобус                               | Лучший актёр второго плана — Клайв Оуэн                                         |
| 2005 | Золотой глобус                               | Лучшая актриса второго плана — Натали Портман                                   |
| 2005 | Премия Общества кинокритиков Лас-Вегаса      | Лучший актёр второго плана — Клайв Оуэн                                         |
| 2004 | Премия Национального совета кинокритиков США | Лучший актёрский состав — Джуд Лоу, Клайв Оуэн, Натали Портман и Джулия Робертс |
| 2004 | Премия Общества кинокритиков Нью-Йорка       | Лучший актёр второго плана — Клайв Оуэн                                         |
| 2004 | Премия Общества кинокритиков Сан-Диего       | Лучшая актриса второго плана — Натали Портман                                   |
| 2004 | Премия Общества кинокритиков Торонто         | Лучший актёр второго плана — Клайв Оуэн                                         |

### Номинации
| Год  | Премия                                       | Номинанты и категории                                                           |
| ---- | -------------------------------------------- | ------------------------------------------------------------------------------- |
| 2005 | Оскар                                        | Лучший актёр второго плана — Клайв Оуэн                                         |
| 2005 | Оскар                                        | Лучшая актриса второго плана — Натали Портман                                   |
| 2005 | Премия Ассоциации сценаристов Америки        | Discover Screenwriting Award — Патрик Марбер                                    |
| 2005 | BAFTA                                        | Лучший адаптированный сценарий — Патрик Марбер                                  |
| 2005 | BAFTA                                        | Лучшая актриса второго плана — Натали Портман                                   |
| 2005 | Премия Ассоциации телевизионных кинокритиков | Лучший актёрский состав — Джуд Лоу, Клайв Оуэн, Натали Портман и Джулия Робертс |
| 2005 | Премия Ассоциации телевизионных кинокритиков | Лучший актёр второго плана — Клайв Оуэн                                         |
| 2005 | Премия Ассоциации телевизионных кинокритиков | Лучшая актриса второго плана — Натали Портман                                   |
| 2005 | Золотой глобус                               | Лучшая режиссура — Майк Николс                                                  |
| 2005 | Золотой глобус                               | Лучший фильм                                                                    |
| 2005 | Золотой глобус                               | Лучший сценарий — Патрик Марбер                                                 |
| 2005 | Премия Общества сетевых кинокритиков         | Лучший адаптированный сценарий — Патрик Марбер                                  |
| 2005 | Премия Общества сетевых кинокритиков         | Лучший актёр второго плана — Клайв Оуэн                                         |
| 2005 | Премия Общества сетевых кинокритиков         | Лучшая актриса второго плана — Натали Портман                                   |
| 2005 | Премия «Спутник»                             | Лучший актёр второго плана — Клайв Оуэн                                         |
| 2005 | Премия «Спутник»                             | Лучшая актриса второго плана — Натали Портман                                   |
| 2005 | Премия «Спутник»                             | Лучший монтаж — Джон Блум и Антония Ван Дриммелен                               |
| 2005 | Премия «Спутник»                             | Лучший адаптированный сценарий — Патрик Марбер                                  |
| 2005 | Премия Teen Choice Awards                    | Choice Movie Actress: Drama — Натали Портман                                    |